# Raphaël Pidoux
Pour l’article homonyme, voir Pidoux.
Raphaël Pidoux, né en 1967 à La Garenne-Colombes  est un violoncelliste français.

## Biographie
Raphaël Pidoux commence le violoncelle avec son père Roland Pidoux. Il remporte en 1987 le Premier prix du Conservatoire national supérieur de musique et de danse de Paris dans la classe de Philippe Muller. Il se perfectionne à l'université de l'Indiana à Bloomington avec Janos Starker. En tant que chambriste, il étudie auprès de Menahem Pressler et des membres du Quatuor Amadeus à la Hochschule de Cologne. En 1988, Il remporte le Concours international de musique de l'ARD de Munich ainsi que le 3e prix du Concours international Jean-Sébastien-Bach de Leipzig.
Il joue sur un violoncelle de Goffredo Cappa (1680).

### Le Trio Wanderer
Il est le violoncelliste du Trio Wanderer, avec lequel il mène une carrière internationale jouant notamment au Théâtre des Champs-Élysées, au Wigmore Hall de Londres, à la Salle d'Hercule (de) de Munich, aux Konzerthaus de Vienne et Berlin, au Concertgebouw d’Amsterdam, au Musikverein de Graz, à la Scala de Milan.
Le Trio Wanderer s'est produit aux festivals de Salzbourg, Edimbourg, Montreux, Feldkirch, Schleswig Holstein, Stresa, Osaka, mais aussi au Festival de La Roque-d'Anthéron, à La Folle Journée de Nantes…
Le Trio Wanderer a joué sous la direction de Yehudi Menuhin, Christopher Hogwood, Charles Dutoit et James Conlon, avec l'Orchestre National de France, l'Orchestre Philharmonique de Radio-France, l’Orchestre national d'Île-de-France, les orchestres de Nice, Pays de Loire, Montpellier, Teneriffe, La Coruna, le Radio Symphonie Orchester de Berlin, le Sinfonia Varsovia, le Grazer Philharmoniker Orchester, le Stockholm Chamber Orchestra, le Gürzenich-Orchester de Cologne… également aux côtés de Wolfgang Holzmair, François Leleux, Paul Meyer, Pascal Moraguès, Antoine Tamestit...
Enfin, le Trio Wanderer a gagné trois Victoires de la musique classique en 1997, 2000 et 2008.

### La musique de chambre
La musique de chambre tient une place importante dans sa carrière. Il joue seul ou entouré de Christophe Coin et l'Ensemble baroque de Limoges, Emmanuel Pahud, Raphaël Oleg, les Quatuors Manfred, Modigliani, Mosaïques, l'Orchestre « Les Siècles » que dirige François-Xavier Roth…
En 2008, il est un des fondateurs des « Violoncelles français » avec Emmanuelle Bertrand, Eric-Maria Couturier, Emmanuel Gaugué, Xavier Phillips, Roland Pidoux, Nadine Pierre et François Salque.

## Enseignement & pédagogie
Depuis septembre 2014, Raphael Pidoux enseigne au Conservatoire national supérieur de musique et de danse de Paris où il succède à Philippe Muller.
Il a été membre de jurys au Conservatoire national supérieur de musique et de danse de Paris et Conservatoire national supérieur de musique et de danse de Lyon, de jurys internationaux tels que le Concours international de musique de l'ARD de Munich (discipline violoncelle et trio avec piano), Concours international de Graz (discipline trio avec piano).
Il a été l'invité de master-classes à l'université de Séoul, au Conservatoire supérieur de Madrid, à l'université Toho de Tokyo (sur l'invitation de Tsuyoshi Tsutsumi).
Depuis 2010, il est vice-président du fonds de dotation Talents & Violoncelles, dont la mission est de soutenir les musiciens d'avenir par le prêt d'un instrument qui va leur permettre de développer tout leur potentiel : poursuivre leurs études dans les meilleures conditions, passer les concours internationaux et accéder à une carrière. Par son action, Talents & Violon'celles met en valeur le patrimoine instrumental et musical et constitue un fonds d’instruments issus de l’excellence de la lutherie. Grâce au soutien de mécènes privés ou institutionnels, Talents & Violon'celles gère actuellement un parc de plus de 120 instruments du quatuor à cordes (violons, altos et violoncelles), dont 30 construits à son initiative, auxquels s'ajoutent les 10 en cours de fabrication - dont certains d'époque baroque, tels que la viole de gambe ténor, la basse de violon, la basse de viole, le dessus de viole. L’originalité du projet est de s’inscrire dans trois ambitions convergentes : patrimoniale, sociale et culturelle. Ces trois composantes en partage entre des talents, des artisans d’art et des donateurs, sont source d’excellence. Talents & Violon'celles est un fonds de dotation reconnu d'intérêt général. Une initiative saluée par la presse musicale.
En 2010, il crée la biennale VioloncellEnSeine, dont il est le directeur artistique, organisée par l'Association française du violoncelle.
Lors de l'édition 2010, ont eu lieu un concours international de lutherie et d'archèterie, un concours national de jeunes violoncellistes pour les 8/16 ans, des concerts découvertes, un colloque, des expositions. La deuxième édition a eu lieu en 2012. La troisième édition a eu lieu du 12 au 14 décembre 2014 au Conservatoire à rayonnement régional de Paris.

## Décoration
- Chevalier de l'ordre des Arts et des Lettres (2015)

## Distinctions
- Choc de l'année du Monde de la musique
- Critic's Choice de Gramophone
- CD des Monat de Fono Forum
- Classical Internet Award
- CD of the Month du BBC Music Magazine
- Diapason d'or de l'année
- Midem Classical Award
- CD référence du New York Times
- Victoires de la musique en 1997, 2000 et 2009

## Discographie

### Avec leTrio Wanderer

#### ChezHarmonia Mundi[6]
- Piotr Ilitch Tchaikovski, Anton Arenski, trio op. 50 & Trio n° 1 op. 32 (2013) HMC902161[7].
- Ludwig van Beethoven, Intégrale des trios avec piano 4CD (2012) HMC902100.03
- Ludwig van Beethoven, Triple Concerto op. 56, enregistré avec le Gürzenich-Orchester Kölner Philharmoniker, sous la direction de James Conlon (2001, réédité en 2012) HMG502131
- Camille Saint-Saëns, Trios op. 18 & op. 92 (2012) HMA1951862
- Franz Liszt, Smetana, Tristia, Elégies, Trio op. 15 (2011) HMC902060
- Gabriel Fauré, Quatuor avec piano op. 15 & op. 45 avec Antoine Tamestit (alto) (2010) HMC902032
- Franz Joseph Haydn, Trios Hob. XV: 27, 28, 29, 25 (2009) HMG501968
- Olivier Messiaen, Quatuor pour la Fin du Temps, avec Pascal Moraguès (clarinette) (2008) HMC901987
- Franz Schubert, Johann Nepomuk Hummel, Quintette op. 114 "La Truite", Quintette op. 87 avec Christophe Gaugué (alto), Stéphane Logerot (contrebasse) (2008) HMG501792
- Franz Schubert, Intégrale des trios avec piano, op. 99 & 100 (2008) 2CD HMC902002.03
- Felix Mendelssohn, Trios op. 49 & op. 66 (2007) HMC901961. Réédité en 2013 HMA19511961
- Johannes Brahms, Trios op. 8, 87, 101, Quatuor op. 25 avec Christophe Gaugué (alto) 2CD (2006) HMC901915.16
- Dimitri Chostakovitch, Aaron Copland, Trio op. 8 & 67, Vitebsk, Choc du Monde la Musique, Coup de Cœur de Piano Magazine, Diapason 5 étoiles (2003) HMC981825
- Maurice Ravel, Ernest Chausson, Trio en la, Trio op. 3 (1999, réédité en 2007) HMA19511967

#### Chez Sony Classical
- Bedřich Smetana, Antonín Dvořák, Trio op.12, Trio op. 90 "Dumky"
- Felix Mendelssohn, Trios op. 49 & op. 66

#### Chez Mirare
- Bruno Mantovani, Huit moments musicaux pour violon, violoncelle et piano / Cinq pièces pour Paul Klee pour violoncelle et piano, avec Claire Désert (piano) MIR159

#### Chez Universal-Accord
- Scènes d’enfants au crépuscule – Lettres mêlées. Enregistrement dédié au compositeur Thierry Escaich. Œuvres de Claude Debussy, Martinů, Escaich et Bartók avec François Leleux (hautbois), Emmanuel Pahud (flûte) et Paul Meyer (clarinette). Accord/Universal 480 1152 (2009)

#### Chez Capriccio
- Concertos de Martinů avec le Gürzenich-Kölner Philharmoniker, sous la direction James Conlon.

#### Chez Cyprès record
- The pulse of an Irishman, Folksongs from the British isles, Ludwig van Beethoven, Haydn & Ignaz Pleyel avec Wolfgang Holzmair, baryton (2008).

### Au sein d'autres formations
- Avec l'octuor Les Violoncelles français, Méditations (Label Mirare)[8].
- Avec Emmanuel Strosser, Sonates pour violoncelle et piano de Zoltán Kodály et Ernő Dohnányi (Label IntegralClassic).
- Avec Kay Ueyama (clavecin), Pascale Jaupart (violoncelle), Six sonates pour violoncelle et basse dédiées au roi de Prusse de Jean-Pierre Duport (première mondiale) (Label IntegralClassic).
- Avec François Kerdoncuff, Sonates de Guy Ropartz (Label Timpani)

### La collection «Le Maître et l'élève»
- avec Élodie Soulard (accordéon) et Bruno Philippe (violoncelle), Jean-Sébastien Bach, Suite pour violoncelle seul n° 5 en do min., Jacques Offenbach, Duo Lettre F 1e Suite en Sol mineur pour deux violoncelles, David Popper, Pièces de virtuosité : transcriptions pour accordéon de Yuri Shishkin (Label Intégral Classic & Festival 1001 notes, 2009)[9].

## Radios/Télévision
- Documentaire "Le Trio Wanderer", réalisé par Chloé Perlemuter. Co-production Arte France/les Films d'ici, 2003, 41 min.
- Enregistrement de trois émissions "Presto" pour France 2, 2008.
- Entretiens sur Radio France, MEZZO, F2, F3, BBC, ARD, DSR, RSR, BR, NHK...